# Dissimulatio (Monaldi & Sorti)

## Kaj pomeni besedadissimulatio?
Dissmulatio (latinsko dissimulātiō, -ōnis, f.) je latinska beseda, ki pomeni pretvarjanje, pa tudi zakrinkanje, maskiranje, skratka hinavščina; pomeni pa tudi zatajevanje, prikrivanje, zaničevanje ali preziranje.
Dissimulatio je tukaj, v našem članku, naslov zgodovinskega romana;
predstavlja peti del niza sedmerih knjig, ki jih skupno pišeta zakonca Rita Monaldi in Francesco Sorti. Tukaj – kot tudi v drugih šestih knjigah iz tega niza - gre za politično-poučno-domišljijski roman v obliki zgodovinske pripovedi; v ozadju je fikcija, domišljija. Ta spis obravnava dogodke v zvezi s pripravo Orfeja – prve celotne opere v današnjem smislu besede, ki jo je Pariz sploh kdaj videl in slišal, spomladi 1647. Glavni lik je prej ko slej – komaj enaindvajsetletni stalni zaljubljenec – vedno iznajdljivi in prepredeni - Melani; vendar je tukaj njegova pojavnost neznatna.

## Okoliščine ob izidu prve knjige
“Imprimatur” je prva knjiga iz vrste sedmerih knjig zakoncev Monaldi & Sorti. Knjiga je izšla v Italiji 2002, in je bila preveden takoj v veliko jezikov v skupni večmilijonski nakladi. Imprimatur je bil preveden 2009 tudi v slovenščino.
Zakonca Monaldi & Sorti sta več ko deset let preučevala arhivske vire, da bi napisala Imprimatur, ki je bil preveden po kratkem času v 26 jezikov; med temi ni bila samo angleščina, francoščina ali izvirna italijanščina, ampak tudi nizozemščina, korejščina, hrvaščina, srbščina – in mnogi drugi bolj ali manj znani jeziki; a v skupni nakladi prek dva milijona izvodov, ki so jih prodajali po 60 deželah. Večino izdaj so kupci kar razgrabili in so bile kmalu razprodane. Morda sta zategadelj pisatelja pomislila, da so knjige kar zginjale s polic. 
Podoben uspeh je doživela tudi naslednja knjiga iz tega niza - Secretum; kakor pravzaprav vse njune naslednice. 
Imprimatur je bil preveden tudi v slovenščino in je izšel pri založbi Učila International v Tržiču; prevedel ga je Miro Bajt (ki je prevedel tudi »Secretum« in »Veritas«).
Imprimaturju je sledil Secretum 2010. V slovenski izdaji piše, češ da je to »Drugi del trilogije o vatikanskih intrigah«, kar je bistveno pomanjkljiva oznaka. To pravzavprav ni trilogija ali troknižje – čeprav sta si avtorja zadevo najprej res zamišljala v tem obsegu. Po neverjetnem uspehu prvih treh knjig sta se odločila namreč še za četro (tj. četveroknjižje) – pozneje pa je število niza poskočilo na sedem, ki je tako ali tako simbolično število in torej v duhu romanopisanja. V Secretumu pa ne gre le za »vatikanske intrige«, ampak sploh za takratne zgodovinske, politične, pa tudi pisateljske spletke (tako svetnih kot duhovnih vladarjev) – a notri je poleg spletk še marsikaj koristnega in tehtnega - zlasti veliko zgodovinskega - tudi še neodkritega in torej nepoznanega - gradiva. Tretja knjiga je Veritas, in je izšla leta 2011; z malo zamudo  ji je sledil tajanstveni Mysterium. Velja omeniti, da beseda mysterium ima skoraj isti pomen kot secretum.
Napeta zgodba o Melanijevih spletkah je od 2002 presegla glede neposredne prodaje celo takratno vodilno uspešnico Da Vincijevo geslo.
Že v svoji prvi izdaji je Imprimatur zasedel četrto mesto med najbolj prodajanimi knjigami glede na raziskavo javnega mnenja italijanskega dnevnika Corriere Della Sera. 
Kmalu pa se je zataknilo – knjige so zginjale s polic, ponatis se je zavlekel. Zakonca sumita, da so tega krive listine, ki sta jih našla v Vatikanskem arhivu in v Državnem arhivu v Rimu, ki naj bi ogrožale  ugled sicer zelo priljubljenega papeža Inocenca XI., katerega je papež Janez Pavel II. menda ravno v tistem času - v jubilejnem letu 2000 - nameraval »posvetiti (prišteti k svetnikom), saj je prav Inocenc spodbudil evropske vladarje na eno od redkih uspešnih križarskih vojn zoper osmanska osvajanja. Vatikan naj bi torej v objavi knjige videl omadeževanje papeževega ugleda, nagajanje in sabotažo, čeprav je bila ta knjiga napisana že veliko prej«, meni Francesco Sorti na predstavitvi hrvaškega prevoda knjige »Secretum« 2008. Vatikanski urad je odločno zanikal, da bi bila omenjena kanonizacija ali posvetitev kakorkoli povezana ali odvisna od kakega romana ali odkritih listin v zvezi z njim z dodatkom, da so listine znane in tudi njihova razlaga, ki se pa razlikuje od samovoljne Monaldi-Sortijeve. 
Ne gre zanemarjati dejstva, da je takrat vladala v Italiji Berlusconijeva Forza Italia nekako v narodnjaškem duhu s populističnimi gesli kot: »Naprej in najprej Italija, o njej samo dobro in le tisto, kar vzbuja ponos in kar je njej v prid...« V to evforično in enostrasko ozračje spada najbrž tudi takrat nastali film Srce. 
Knjiga "Imprimatur" pa je bila pisana v dokaj kritičnem duhu - na temelju zgodovinskih listin. Roman postavlja v dvom celo nekatera od resnih zgodovinarjev sprejeta stališča. Ne samo to: več zadev, ki jih imajo zgodovinarji le za dvome, sume ali domneve, prinaša knjiga kot gotovo dejstvo. Iz teh in drugih razlogov je ta prvi roman v Italiji slabo naletel. 
Najhujše napade pa sta pisatelja doživljala od italijanske levice - česar ne moreta še danes razumeti. Morebiti so ju napadali zato, ker sta se pečala s “cerkvenimi zadevami”. Vsekakor drži, da sta s svojim pisanjem vzbudila veliko zanimanje za zgodovino zlasti baročnega obdobja, ki ga opisujeta kar do najmanjših podrobnosti - pa tudi za samo katoliško Cerkev. Večina izobraženih bralcev prav to najbolj ceni.
Iz takega po njunem mnenju sovražnega ozračja sta se zakonca umaknila s prvo izdajo druge knjige na Nizozemsko, kjer pa je kritika papežev med protestanti in tudi tamkajšnjimi katoličani bila morda celo dobrodošla; da pa so se razmere tudi v Italiji spremenile, dokazuje ponatis prve, pa tudi natis tretje knjige v nizu – Veritasa, tudi v Italiji.

## Vsebina

### Sedmeroknižje
Kot pozneje Mysterium, Veritas ali Secretum, je že prvi roman v nizu, Imprimatur, v osnovi zgodovinski roman, ki bi ga zaradi napetega dogajanja lahko uvrstili med kriminalke alla Christie, Dumas, Boccaccio ali Eco – pa tudi med domišljijske romane. Imprimatur poteka leta 1683, ko se je odvijala zmagovita bitka za Dunaj - zato so nekateri od teh romanov tudi vojni romani. Secretum poteka 17 let pozneje - v jubilejnem letu 1700, ko je med ljudstvom že čutiti grozeče ozračje, ki bo prineslo špansko nasledstveno vojno; Veritas pa se dogaja 1711 na pisateljema tako ljubem – na baročnem Dunaju. Pri Imprimaturju sicer tvori ozadje dogajanje na Dunaju, sama zgodba pa se udejanja v Rimu. Takrat so muslimanski Turki že oblegali Dunaj – od česar je bila odvisna prihodnost katoliškega in celotnega krščanstva - pa tudi vse zahodne omike; – vendar je bilo težišče - središče dogajanja tudi v tem romanu nekje drugje. Prav tako se dogaja Mysterium čisto na drugem mestu, kot pa so nameravali njegovi udeleženci: naj bi namreč potekal v Parizu 1644, ko je bil Atto Melani šele 20-leten; skupaj s tovarišijo z ladjo plujejo proti Franciji, kjer bi nastopali v prečudoviti in skrivnostni operi; vendar splet okoliščin nanese, da jih napadejo muslimanski morski  razbojniki Saraceni - in tako pristanejo na samoten otoku, kjer odkrivajo marsikaj zanimivega. 
Dissimulatio pa je pravzaprav nadaljevanje in dopolnitev Mysteriuma - in najkrajši roman v novi tehniki. Naši junaki se v naglici in skrbno pripravljajo na prvo opero v Parizu leta 1647; tam pa se sredi vaj zgodi huda nesreča, ki spremeni tok dogajanj – za sabotažo je osumljen glavni junak, ki pa noče odkriti, kje se je nahajal v trenutku poloma. Sledi cel klobčič zapletov in razpletov – kar zadosti za zgodovinsko-domišljijsko povest alla Monaldi & Sorti, kjer ne more iti brez zarot. 
Glede svojih romanov pravi Rita Monaldi: »Na trgu je veliko pustolovskih romanov, poučno-zgodovinskih pa ne. Zgodovina pa si zasluži, da si jo zapomnimo zlasti zato, ker nas uči, da ne bi ponavljali napak iz preteklosti, ali da bi jih znali preprečiti; pomaga nam namreč razumeti, kaj je napačno in kam nas to lahko vodi. Najini romani so zgodovinski le v svoji preobleki; v resnici pa so vzgojni."
Celotno zgodbo sestavlja namreč kar sedem romanov, katerih naslovi tvorijo latinski stavek »Imprimatur Secretum Veritas Mysterium Dissimulatio Unicum Opus«; v prevodu bi to pomenilo: »Natisni Skrivnost Resnica Tajna Hinavščina Edinstvenost Delo«. To podaja vodilno misel teh romanov: »Natisne se lahko vsaka skrivnost, resnica je kljub temu tajna in nedosegljiva. Edina stvarnost ostaja hinavščina". 
Najbolj spodbuden vidik njunega ustvarjanja je vzorno sodelovanje, ki se kaže v vseh predstavitvah njunih knjig; pa tudi pri odkrivanju izvirnih listin, zasebnih pisem, poročil in dopisovanj, ki jih hranijo evropski arhivi. Tako človek ne more ločiti, kar je našel ali napisal eden od zakoncev, ker vse delata skupno - kar je dandanes redkost.

### Dogajanje v romanuDissimulatio
Vsebina romana se dogaja spomladi 1647 v Parizu. Na poštni postaji na obrobju mesta se ob ognju ogreva skupina popotnikov, ki je ravnokar prispela iz Italije: knjižničar, beneška pevka, mladi, enaindvajsetletni Atto Melani v spremstvu tajnika in skladatelj, slavni Malagigi, ter končno Gabriel Naudé, knjižničar kardinala Mazarina, ki je v Pariz sklical množico glasbenikov, da bi nastopali z novo opero Orfejem. 
V Kraljevskem gledališču v Parizu se po nerazumljivem zavlačevanju končno začnejo vaje, ki jih prekine strmoglavljenje na oder ogromnega gledališkega stroja, ki bi skoraj umoril vodilnega Malagigija. Glavni osumljenec je Atto Melani, njegov odrski in ljubezenski tekmec. Attova tajnica, mlada beneška pevka Barbara Strozzi, hoče razkriti zaroto. Orfeja namreč spremljajo nenavadne okoliščine: ogromni stroški, čudno Mazarinovo obnašanje, vloga mogočnih bankirjev. Stran, iztrgana iz skrivnostne ministrove knjige bo družbo vodila v kardinalovo zasebno knjižnico, kar bo razkrilo prepletanje umetnosti in vraževerja, bogastva in moči. 
Na koncu bo vse prišlo na pravo mesto; celotno resnico pa bodo imeli le tisti s ključem, ki se imenuje: dissimulatio, to je hinavščina. Manjkajoči odlomki besedila so namreč ključ do strašne državne skrivnosti. 

## Osebe

### SkrivnostniAtto Melani

#### Bil je slaven kotpevecindiplomat
Melani je hitro zaslovel; kljub temu ali pa ravno zato, ker so krožile neverjetne govorice, češ da je njegov čudovit glas posledica kačjega pika. Njegova najslavnejša odrska vloga je bila v osebi čudežnega antičnega pevce Orfeja v istoimeni Rossijevi operi Orfej, ki je bila premierno uprizorjena 2. marca 1647. To je bila baročno veličastna šest ur trajajoča opera v treh dejanjih, s predgovorom in pogovorom. Libreto je napisal Francesco Buti  na temelju starogrškega mita o Orfeju in Evridiki.  Igrali so jo v Théâtre du Palais-Royal v Parizu; v glavni vlogi seveda on kot sopran, poleg njega pa je nastopal še njegov brat Jakob v vlogi Jupitra kot tenor – vsega skupaj je sodelovalo kar 200 oseb!
Njegov uspeh  – ga je zadržal v Franciji in na dvoru mladoletnega Ludvika XIV., kjer je ostal kot dar Medičejcev zaljubljenki v opero – kraljici Ani. 

#### Atto Melaniv dpmišljiji
Glavni junak je v tem – tako kot v prejšnjih in naslednjih Monaldi & Sortijevih romanih – Melani; vendar ga tukaj, v Hinavščini, skoraj ni opaziti. Zakonca Rita Monaldo in Francesco Sorti sta Atta Melanija bralcem leta 2008 predstavila takole: 
| Hrvaški prevod | Slovenski prevod |
| --- | --- |
| Riječ je o političkom trileru utemeljenom na istraživanju povijesnih činjenica razdoblja baroka, a radnja je smještena u 1700. godinu u vrijeme Rata za španjolsko naslijeđe i smrti pape Inocenta XI. U tim okolnostima igru vodi najzanimljiviji špijun baroka, opat Atto Melani. „Melanija je zapravo pronašao Francesco. Osamdesetih godina je pisao diplomski rad o ulozi obitelji Melani u povijesti glazbe i poželio napisati suvremeni roman te tematike s baroknim prizvucima. Tad se nismo ni znali, no otkrili smo zajedničku strast prema baroku“, ističe autorica. Atto Melani je operni pjevač kastrat, špijun, diplomat i pisac, „on je spoj dviju duša, duše muškarca i duše žene, kao kastrat idealan je za par pisaca“. | Gre za politično kriminalko, ki temelji na raziskavi zgodovinskih dejstev iz obdobja baroka, a dogajanje je postavljeno v leto 1700, v čas Španske nasledstvene vojne in smrti papeža Inocenca XII. . V teh okoliščinah igro vodi najzanimivejši vohun baroka, opat Atto Melani. »Melanija je pravzaprav našel Francesco. Osemdesetih let (dvajsetega stoletja) je pisal diplomsko delo o vlogi družine Melani v zgodovini glasbe in je zaželel napisati sodoben roman s to tematiko z baročnimi prizvoki. Tedaj se nisva niti poznala; odkrila pa sva skupno strast do baroka«, poudarja avtorica Rita. Atto Melani je operni pevec skopljenec, vohun, diplomat in pisatelj, »on je spoj dveh duš, duše moškega in duše ženske; kot skopljenec je idealen za pisateljski par.“ |

### Drugi liki
Nastopa na obeh straneh lepo število oseb, kot omenjeno, je bilo skupno število ogromno: 200! V knjigi so eni so predstavljeni kot pozitivci, drugi negativci; "nastopajo" pa tudi nekateri rajnki. Pisatelja razdelita črno-bele vloge: na eni strani so “naši junaki”, na drugi strani pa so “spletkarji”. Tukaj jih podajamo v tem zaporedju sicer v dveh skupinah, vendar po knjiginem redosledu.

#### Junaki romana ‘’Dissimulatio’’
| Igralec/-ka (1. del)    | Osnovni podatki in vloga |
| ----------------------- | --- |
| Atto Melani             | (1626-1714) mlad toskanski pevec, povabljen v Pariz da poje v novi operi                                                                                           |
| Barbara Strozzi         | (1619-1677) beneška skladateljica in pevka – najplodovitejša v svojem času; rada deli svoje telesne čare, ne pa svojih skrivnosti.                                 |
| Gabriel Naudé           | poitaljančeno: Gabriello Nodeo (1600-1653); zgovorni knjižničar francoskega prvega ministra kardinala Mazarina (it. Mazzarino)                                     |
| Louis Hardouin          | poitalijančeno: Luigi Arduino (+ po 1653) knjigarnar in tiskarnar v Parizu, bretonskega rodu; njegov sin je bil zgodovinar jezuit Jean Hardouin.                   |
| Marc’Antonio Pasqualini | imenovan Malagigi (1614-1691); najslavnejši pevec-skopljenec svojega časa; njegov učenec je Atto Melani.                                                           |
| Luigi Rossi             | (1597-1653) – znamenit skladatelj, ki piše opero Orfej, v kateri pojeta Atto Melani in Malagigi.                                                                   |
| Francesco Buti          | opat (1604-1682); tajnik kardinala Barberini. Piše libreto za opero Orfej.                                                                                         |
| Giacomo Torelli         | da Fano (1608-1678); znamenit scenograf, ki pripravlja odrske naprave za opero, ki jo pišeta Rossi in Buti.                                                        |
| Jean-Baptiste Lully     | (it. Giovan Battista Lulli 1632-1687); rodom iz Firenc, a bo postal velik skladatelj na francoskem dvoru; sedaj je fant, ki dela kot hlapček v kraljevski kuhinji. |

#### Drugi udeleženci v romanu, nekateri od njih že (zdavnaj) rajni
| Igralec/-ka (2. del)      | Vloga |
| ------------------------- | --- |
| Giulio Raimondo Mazzarino | pofrancozeno Jules Raymond Mazarin (1602-1661); kardinal in prvi minister, takorekoč absolutni vladar Francoskega kraljestva.                                                                                 |
| Ana Avstrijska            | kraljica-mati (1601-1666); vlada Francosko kraljestvo ob kardinalu Mazarinu, dokler je Ludvik XIV. še mladoleten.                                                                                             |
| Ludvik XIV. Francoski     | = “Sončni kralj” (1638-1715); sedaj je deček star le osem let. |
| Michele Particelli        | (1596-1650); vrhovni francoski finančni nadzornik. Prihaja iz Luke kot Cantarini in Cenami; osovražen pri Francozih.                                                                                          |
| Duca d’Enghien            | imenovan tudi Principe di Condé (1621-1686); nečak kralja Ludvika; vrhovni upravnik v kraljevski službi, priljubljen pri Francozih.                                                                           |
| Duca d’Orléans            | (1608-1660); stric malega Ludvika XIV. in zaveznik vojvoda d’Enghiena. |
| Marc’Antonio Bragadin     | (1523-1571); upravnik otoka Cipra v imenu Beneške republike in junaško zvest katoliški veri. Njegovo grozno mučenje in smrt sta spodbudila križarsko vojno proti Turkom in dovedla do zmage pri Lepantu 1571. |
| Caterina de’ Medici       | francoska kraljica (1519-1589); babica Ludvika XIV., ki je ukazala pomor hugenotskih protestantov v Šentjernejski noči.                                                                                       |
| Cosimo Ruggieri           | (?-1615); florentinski zvezdogled in mrtvašničar. Svetovalelc in vohun pri Caterini de’ Medici. |
| Lorenzo de’ Medici        | (1449-1492); znamenit gospod Firenc. Imenovali so ga Veličastni zaradi velikopoteznosti, s katero je vladal mestu.                                                                                            |
| Giuliano de’ Medici       | (1453-1478); brat Lorenza. Umorili so ga v florentinski stolnici med zaroto Pazzi. |
| Kraljevski bankirji       | Cantarini in Cenami, Italijana iz Luke, ter Hervart (1607-1676), Nemec iz Augsburga. So tudi zasebni Mazarinovi bankirji. Zelo osovraženi pri Francozih.                                                      |

## Ocene
19 bralcev je knjigo Dissimulatio ocenilo z odličnim povprečjem 4,6 zvezdic od 5-ih in sicer takole:   5* 76%, 4* 8% in 3* 16%. Potemtakem je ta roman v nizu od bralcev najbolje ocenjen. 
»Palazzolo Giacomo« iz Italije je ocenil knjigo Dissimulatio s 5 zvezdicami od 5
| Degno finale di una bellissima sagra | Primeren konec prelepega praznovanja |
| --- | --- |
| "Degno finale di una bellissima sagra che ci ha fatto conoscere il mondo a ridosso delle grandi corti europee di quel periodo. Cmq i miei preferiti rimangono Secretum e Mysterium." | "Primeren konec prelepega praznovanja, ki nas je seznanil s svetom blizu takratnim evropskim dvorom. Vsekakor pa moji najljubši povesti ostajata Secretum in Mysterium." |

»Tagliavini Roberto« iz Italije je ocenil knjigo Dissimulatio s 5 zvezdicami
| Ottimo romanzo                                                     | Najboljši roman                                                                |
| ------------------------------------------------------------------ | ------------------------------------------------------------------------------ |
| "Questo libro è ottimo, per chi piace gli autori Monaldi e Sorti." | "Za tistega, ki mu ugajata pisatelja Monaldi & Sorti, je to najboljša knjiga." |

»Vrijbuiter« iz Francije je ocenil knjigo Dissimulatio s 3 zvezdicami
| J'ai moins adoré que les 3 premiers ouvrages | To delo mi je bilo manj všeč kot prve 3 knjige |
| --- | --- |
| "Lecteur des précédents ouvrage relatant l'histoire d'Atto Melani, je me suis empressé de commander l'ouvrage car il faudra des années avant qu'il soit traduit en français. Celui c-i est la suite tout en étant indépendant du livre Mysterium. Le livre étant en italien, il ne nécessite pas forcément un niveau élevé mais il y a certains passages complexe de par les références aux idées auxquels les auteurs se réfèrent. L'intrigue est simple et m'a un peu laissé sur la faim. J'ai moins adoré que les 3 premiers ouvrages d'où mon choix de 3 étoiles." | "Kot bralec prejšnjih knjig, ki govorijo o zgodbi Atta Melanija, sem poskušal naročiti knjigo, ker bodo pretekla leta, preden bo prevedena v francoščino. Ta je nadaljevanje, medtem ko je neodvisna od knjige Mysterium. Ker je knjiga v italijanščini, ne zahteva nujno visoke ravni, vendar je zaradi nanašanja na zamisli, na katere se avtorja sklicujeta, nekaj zapletenih odlomkov. Spletka je preprosta, vendar me je pustila nekoliko nepotešenega. Všeč mi je bilo to delo manj kot prve 3 knjige, zato sem zanj izbral (le) tri zvezdice." |

»Simone Cardelli« iz Italije je ocenil knjigo Dissimulatio s 5 zvezdicami
| Eccelso esempio | Odličen primer |
| --- | --- |
| "Eccelso esempio dell'uso della dissimulazione da parte di un rappresentante dello Stato. È una tecnica sicuramente ancora attuale. Sono molto interessanti anche gli excursus su altri personaggi storici, quali Marcantonio Bragadin, Concino Concini ecc.." | "Odličen primer udejanjanja hinavščine od strani nekega predstavnika države. Vsekakor je to še vedno pereča zadeva. Zelo zanimivi so tudi vstavki o drugih zgodovinskih osebnostih, kot so Bragadin, Concini itd." |

»Laura Piccinno« iz Italije je ocenila knjigo Dissimulatio s 3 zvezdicami
| Più un saggio che un romanzo | Bolj razprava kot roman |
| --- | --- |
| "Libro piacevole, interessante per l'interpretazione politica che lo rende quasi più un saggio che un romanzo. Atto compare molto poco direi che é quasi più una suggestione che una presenza reale." | "Prijetna knjiga, zanimiva za politično razlago, zaradi katere je skoraj bolj razprava kot roman. Atto nastopa zelo malo; rekel bi, da je skoraj bolj namig kot resnična prisotnost." |

»Roberto« je ocenil knjigo Dissimulatio dokaj kritično
| Aspettavo molto di meglio | Pričakoval sem veliko boljšega |
| --- | --- |
| "Francamente da chi ha scritto Imprimatur mi aspettavo molto di meglio. Molta erudizione storica ma assoluta arbirtarieta' di interpretazione, totalmente mirata a far stare in piedi la vicenda, di suo assai fragile." | "Iskreno rečeno, pričakoval sem veliko boljšega od tistega, ki je napisal Imprimatur . Veliko zgodovinskega znanja, ki pa ga razlaga na čisto samovoljen način s ciljem, da bi postavil na noge sicer zelo krhko zgodbo." |